# Polaincourt-et-Clairefontaine
Polaincourt-et-Clairefontaine és un municipi francès situat al departament de l'Alt Saona i a la regió de Borgonya - Franc Comtat. L'any 2007 tenia 759 habitants.

## Demografia

### Població
El 2007 la població de fet de Polaincourt-et-Clairefontaine era de 759 persones. Hi havia 288 famílies, de les quals 98 eren unipersonals (39 homes vivint sols i 59 dones vivint soles), 95 parelles sense fills, 87 parelles amb fills i 8 famílies monoparentals amb fills.
La població ha evolucionat segons el següent gràfic:
Habitants censats

### Habitatges
El 2007 hi havia 343 habitatges, 289 eren l'habitatge principal de la família, 12 eren segones residències i 41 estaven desocupats. 276 eren cases i 37 eren apartaments. Dels 289 habitatges principals, 189 estaven ocupats pels seus propietaris, 93 estaven llogats i ocupats pels llogaters i 7 estaven cedits a títol gratuït; 37 tenien una cambra, 11 en tenien dues, 31 en tenien tres, 80 en tenien quatre i 130 en tenien cinc o més. 227 habitatges disposaven pel capbaix d'una plaça de pàrquing. A 108 habitatges hi havia un automòbil i a 127 n'hi havia dos o més.

### Piràmide de població
La piràmide de població per edats i sexe el 2009 era:
| Homes | Edats   | Dones |
| ----- | ------- | ----- |
| 0     | 95 o +  | 0     |
| 0     | 90 a 94 | 12    |
| 12    | 85 a 89 | 8     |
| 4     | 80 a 84 | 12    |
| 24    | 75 a 79 | 4     |
| 20    | 70 a 74 | 12    |
| 52    | 65 a 69 | 20    |
| 36    | 60 a 64 | 12    |
| 44    | 55 a 59 | 20    |
| 36    | 50 a 54 | 28    |
| 68    | 45 a 49 | 48    |
| 40    | 40 a 44 | 24    |
| 60    | 35 a 39 | 32    |
| 24    | 30 a 34 | 20    |
| 20    | 25 a 29 | 4     |
| 24    | 20 a 24 | 24    |
| 44    | 15 a 19 | 28    |
| 44    | 10 a 14 | 28    |
| 4     | 5 a 9   | 28    |
| 4     | 0 a 4   | 4     |

## Economia
El 2007 la població en edat de treballar era de 519 persones, 331 eren actives i 188 eren inactives. De les 331 persones actives 302 estaven ocupades (165 homes i 137 dones) i 29 estaven aturades (11 homes i 18 dones). De les 188 persones inactives 70 estaven jubilades, 34 estaven estudiant i 84 estaven classificades com a «altres inactius».

### Ingressos
El 2009 a Polaincourt-et-Clairefontaine hi havia 292 unitats fiscals que integraven 631 persones, la mediana anual d'ingressos fiscals per persona era de 18.805 €.

### Activitats econòmiques
Dels 23 establiments que hi havia el 2007, 1 era d'una empresa alimentària, 2 d'empreses de fabricació de material elèctric, 6 d'empreses de construcció, 4 d'empreses de comerç i reparació d'automòbils, 2 d'empreses de transport, 1 d'una empresa d'hostatgeria i restauració, 1 d'una empresa immobiliària, 2 d'entitats de l'administració pública i 4 d'empreses classificades com a «altres activitats de serveis».
Dels 8 establiments de servei als particulars que hi havia el 2009, 1 era una oficina de correu, 3 paletes, 2 fusteries, 1 perruqueria i 1 restaurant.
Dels 4 establiments comercials que hi havia el 2009, 1 era una botiga de més de 120 m², 1 una botiga de menys de 120 m², 1 una fleca i 1 una joieria.
L'any 2000 a Polaincourt-et-Clairefontaine hi havia 12 explotacions agrícoles que ocupaven un total de 535 hectàrees.

## Equipaments sanitaris i escolars
El 2009 hi havia 1 psiquiàtric i 1 ambulància.
El 2009 hi havia una escola elemental.

## Poblacions més properes
El següent diagrama mostra les poblacions més properes.